# Necho I
Necho I – gubernator Sais w latach 672–664 p.n.e. 

## Życiorys
Panował jako władca XXVI dynastii przez 8 lat (według Manethona). Początki jego rodu wywodzą się prawdopodobnie od Tefnachta i Bakenrenefa, władców saickich XXIV dynastii. W czasach panowania Taharki był jednym z przywódców zbrojnego powstania przeciw asyryjskim najeźdźcom. Po krwawym stłumieniu powstania przez Assurbanipala, został pojmany i wraz z rodziną wywieziony do Niniwy, po czym zezwolono mu na powrót do rodzimego Sais pod warunkiem poddania się władzy i woli władcy asyryjskiego. Warunki powrotu do Sais zostały przez Necho przyjęte, co dało obu stronom wymierne korzyści. Władca asyryjski, nie mogąc utrzymywać przez dłuższy czas w Egipcie kontyngentu wojskowego, miał więc w Necho swojego człowieka, Necho zaś mógł utrzymywać władzę w swym księstwie, mając w razie zagrożenia potężnego protektora. Był to klasyczny układ - władza za cenę poddaństwa i ustępstwa za cenę władzy. Po powrocie do Sais Necho panował jako Król Górnego i Dolnego Egiptu, mając w rzeczywistości we władaniu jedynie część Dolnego Egiptu, był bowiem asyryjskim wasalem. Zginął w 664 roku p.n.e. z rąk żołnierzy Tanutamona podczas walk na terenach Delty w kampanii przeciw garnizonom asyryjskim i ich egipskim poddanym. Pod wpływem tych działań musiał uchodzić z terenów Delty syn i następca Necho - Psametych, który objął władzę w Sais, ustanowiony władcą przez Assurbanipala podczas jego inwazji na Egipt w roku 663 p.n.e.

## Tytulatura
| M23 · X1 | L2 · X1 |

| M23 · X1 | L2 · X1 |

| ra · mn | xpr |

| ra · mn | xpr |

| ra · mn | xpr |

| ra · mn | xpr |

| M23 · X1 | L2 · X1 |

| M23 · X1 | L2 · X1 |

| ra · mn | xpr |

| ra · mn | xpr |

| ra · mn | xpr |

| ra · mn | xpr |

| G39 | N5 |

| G39 | N5 |

| n · kA | w |

| n · kA | w |

| n · kA | w |

| n · kA | w |

| G39 | N5 |

| G39 | N5 |

| n · kA | w |

| n · kA | w |

| n · kA | w |

| n · kA | w |

Znany jest także alternatywny wariant zapisu imienia rodowego Necho.